# Lewis (Kansas)
Lewis is een plaats (city) in de Amerikaanse staat Kansas, en valt bestuurlijk gezien onder Edwards County.

## Demografie
Bij de volkstelling in 2000 werd het aantal inwoners vastgesteld op 486.
In 2006 is het aantal inwoners door het United States Census Bureau geschat op 452, een daling van 34 (-7,0%).

## Geografie
Volgens het United States Census Bureau beslaat de plaats een oppervlakte van
0,8 km², geheel bestaande uit land. Lewis ligt op ongeveer 654 m boven zeeniveau.

## Plaatsen in de nabije omgeving
De onderstaande figuur toont nabijgelegen plaatsen in een straal van 28 km rond Lewis.